# Bataille de Couroupédion
Batailles
Guerres des Diadoques
- Hellespont
- Orcynia
- Crétopolis
- Paraitacène
- Gabiène
- Gaza
- Guerre babylonienne
- Salamine de Chypre
- Rhodes
- Ipsos
- Couroupédion

La bataille de Couroupédion ou Couropédion (en grec ancien Κύρου πεδίον / Κόρου πεδίον), dernière grande bataille des guerres des Diadoques (322-281 av. J.-C.), s'est déroulée en 281 av. J.-C. en Lydie, près de Sardes. Elle oppose l'armée de Lysimaque, roi de Thrace, à celle de Séleucos, roi de Syrie et de Babylonie, et voit la victoire de ce dernier qui s'empare des possessions asiatiques de Lysimaque. Elle marque pour les historiens modernes la fin de l'époque des Diadoques et le début de l'époque des Épigones.

## Contexte historique
Grâce à sa victoire à la bataille d'Ipsos (301 av. J.-C.), Lysimaque ajoute une grande partie de l'Asie Mineure à ses territoires en Thrace. Allié des Lagides grâce à son mariage avec Arsinoé II, fille de Ptolémée, et des Messéniens grâce à l'alliance contre Sparte, il s'étend ainsi d'Europe en Asie, avec la Thrace (excepté Byzance), la Macédoine, la Thessalie (excepté Démétrias) et l'Asie Mineure.
En 283, Lysimaque fait assassiner son fils et héritier présomptif, Agathocle, à l'instigation d'Arsinoé II qui cherche à favoriser ses propres fils. En 282, Séleucos entre alors en guerre contre Lysimaque, encouragé par Ptolémée Kéraunos et Lysandra, la veuve d'Agathocle, qui se sont réfugiés à la cour séleucide. Séleucos redoute également les ambitions de Lysimaque qui occupe la Macédoine depuis 288. Il forme alors une alliance avec Ptolémée II, envahit l'Asie Mineure et obtient le ralliement de Philétairos, gouverneur de Pergame. Séleucos n'a plus d'objection à envahir l'Asie Mineure après la mort de Démétrios Poliorcète en 283, la menace antigonide sur ce territoire étant désormais écartée. 

## Déroulement de la bataille
Les deux armées s'affrontent en Lydie, dans la « plaine de Cyrus » à l'ouest de Sardes, au début de l'année 281 av. J.-C. On ne sait presque rien de la bataille elle-même si ce n'est que les deux rois, fort âgés, se seraient affrontés personnellement. Lourdement défait, Lysimaque est abandonné par ses propres troupes ; il finit tué par un javelot lancé par Malacon, un soldat d'Héraclée du Pont au service de Séleucos. 

## Conséquences
Séleucos multiplie les opérations militaires pour prendre le contrôle de la Phrygie et de l'Hellespont, en coordination avec les armées de son fils, Antiochos Ier. Lysimaque éliminé, la Macédoine n'a plus de roi à sa tête. Ainsi, désireux de régner sur la Macédoine et de — peut-être —  reconstituer l'empire d'Alexandre le Grand à la suite de cette éclatante victoire, Séleucos traverse l'Hellespont mais il est assassiné en septembre 281 av. J.-C. en Chersonèse de Thrace par Ptolémée Kéraunos, qui cherche à récupérer l'héritage de son beau-frère Agathocle, soutenu par une partie de l'armée de Séleucos.
Arrien écrit que Séleucos « fut celui qui fut le plus grand roi, qui eut l'esprit vraiment royal et qui, après Alexandre, régna sur le plus vaste territoire ». Il reçoit d'ailleurs l'épithète de « Victorieux » (Nikator). Cette victoire marque longtemps l'imaginaire royal des Séleucides. La conquête de la Thrace par Antiochos III au début du IIe siècle av. J.-C. lui permet d'envisager une refonte de son empire en s'inspirant des projets de Séleucos. Cependant, alors que celui-ci aspire à s'installer en Europe et à confier l'Asie à son fils, Antiochos III projette lui de confier l'Europe à son fils ainé, Antiochos le Jeune, et de s'installer en Asie.